# 芭芭拉·温斯坦
芭芭拉·温斯坦（英語：Barbara Weinstein，？—），美国女子跳水运动员。她曾代表美国参加1979年泛美运动会跳水比赛，获得一枚金牌。她也曾参加1977年夏季世界大学生运动会。